# Godefridus Carmelitus
Pour les articles homonymes, voir Carmelita.
Godefridus Carmelitus, ou Carmelita, est un compositeur de musique baroque, actif vers 1654 à 1667 aux Pays-Bas espagnols.

## Vie et œuvre
De par son nom, on peut déduire qu'il aurait été un ecclésiastique, notamment un carmélite.
Quelques chants de Noël en latin et en néerlandais furent publiés dans des recueils de cantiones natalitiæ en 1654 et 1667 : Wat gaet uw’ Weerde Priester aen (Qu'est-ce qui préoccupe votre honorable prêtre ?), Gloria in excelsis (Gloire au plus haut des cieux) et Comt verwondert u hier menschen (Venez ici et émerveillez-vous, hommes !). Cette chanson, restée populaire dans le répertoire folklorique, fut aussi transmise par voie orale et, à la longue, chantée sur une mélodie différente.

## Sources
- Rasch, Rudolf, De Cantiones Natalitiæ en het Kerkelijke Muziekleven in de Zuidelijke Nederlanden gedurende de Zeventiende Eeuw, Vereniging voor Nederlandse Muziekgeschiedenis, Utrecht, 1985, 2 vol., 552 p.   (ISBN 90-6375-043-9)  (ISBN 978-90-6375-043-5).
- Rasch, Rudolf (éd.), Exempla musica Neerlandica, Cantiones Natalitiæ II: Twaalf kerstliederen met basso continuo/Twelve Christmas Carols with basso continuo, uit/from Cantiones Natalitiæ (Antverpiæ 1654 ; 1667), door/by Anonymi, Henricus Liberti, Godefridus Carmelitus, 1981, préface puis 27 p.   (ISBN 90 6375 018 8).